# Herència de prioritat
En els sistemes de temps real, l'herència de prioritat és un dels mètodes proposats per solucionar l'Interbloqueig entre tasques originat per la inversió de prioritat. Consisteix bàsicament en que l'algoritme d'ordenació de tasques del sistema operatiu momentàniament assigna una prioritat major a la tasca en execució (tot i tenir originàriament prioritat més baixa que altres tasques del sistema) per tal que acabi com més aviat millor alliberant així tots els recursos reservats. D'aquesta manera les tasques amb major prioritat que fins ara no es podien executar (la tasca amb prioritat baixa tenia bloquejat el recurs compartit al qual necessitaven accedir) ara ja ho puguin fer.